# 橙花素
橙花素是一种有机化合物，化学式为C18H27NO3，是一种合成香料。它可以香茅醛为原料，经羟基香茅醛和邻氨基苯甲酸甲酯反应制得。
它是粘稠的黄色液体，具有橙花的香甜气味。